# Harry Davenport
Harry Davenport (New York, 19 gennaio 1866 – Los Angeles, 9 agosto 1949) è stato un attore e regista statunitense.

## Biografia
Interprete estremamente prolifico, nacque a New York da una famiglia di attori, e la passione per la recitazione sarà condivisa anche da molti dei suoi fratelli e sorelle. Esordì ancora bambino sui palcoscenici di New York nel 1871 e a Broadway rimase anche da adulto, lavorando in numerose produzioni teatrali fino alla prima metà degli anni '10 del '900. Lì incontrò la prima moglie, Alice Davenport, che poi lavorerà nel cinema muto con Mack Sennett e anche la seconda moglie, Phyllis Rankin, con cui resterà sposato dal 1896 al 1934, anno della morte di lei.
Poiché le condizioni di lavoro degli attori teatrali erano all'epoca piuttosto dure, Davenport e il collega Eddie Foy intrapresero un'azione per promuovere condizioni migliori, iniziativa che culminò in uno sciopero che provocò la chiusura di quasi tutti i teatri di Broadway. La protesta si chiuse con la loro vittoria e l'ottenimento di una settimana lavorativa di sei giorni e dell'acqua corrente nei camerini.
Davenport approdò al cinema nel 1914 e, dopo una breve parentesi da regista (in due anni, dal 1915 al 1917, diresse 39 pellicole), si dedicò esclusivamente alla recitazione. Arrivo al grande schermo quando era già un uomo maturo e questo, unito al suo volto dalle folte sopracciglia, gli consentì di interpretare prevalentemente ruoli da capo famiglia o da saggio membro della comunità. Dopo un certo numero di cortometraggi, nel 1921 interruppe l'attività lavorativa per circa nove anni, ritornando solo nel 1930. Fra i film in cui apparve si ricordano: La sposa di Boston (1939) di Irving Cummings, Via col vento (1939) di Victor Fleming, Alba fatale (1943) di William A. Wellman e La saga dei Forsyte (1949) di Compton Bennett.
Morì nel 1949, a 83 anni, per un attacco di cuore. Era il padre delle attrici Dorothy Davenport e Kate Davenport.

## Filmografia

### Attore
- Kenton's Heir
- Too Many Husbands, regia di Sidney Drew (1914)
- The Accomplished Mrs. Thompson, regia di Wilfrid North (1914)
- Fogg's Millions, regia di Van Dyke Brooke (1914)
- Rainy, the Lion Killer, regia di Sidney Drew (1914)
- The Professional Scapegoat, regia di Sidney Drew (1914)
- Damon and Pythias, regia di Otis Turner (1914)
- C.O.D., regia di Tefft Johnson (1914)
- Father and the Boys
- One Night (1916)
- Fashion and Fury
- O'Hagan's Scoop
- The Wheel of the Law, regia di George D. Baker (1916)
- The Father of Her Child
- The Heart of a Fool, regia di Harry Davenport (1916)
- Sowers and Reapers, regia di George D. Baker (1917)
- The Unknown Quantity, regia di Thomas R. Mills (1919)
- A Girl at Bay, regia di Thomas R. Mills (1919)
- Dawn, regia di J. Stuart Blackton (1919)
- Her Unborn Child, regia di Albert Fay (1930)
- My sin, regia di George Abbott (1931)
- Il capitano (His Woman), regia di Edward Sloman (1931)
- Get That Venus, regia di Arthur Varney (1933)
- Il mistero del gatto grigio (The Case of the Black Cat), regia di William G. McGann (1936)
- Three Men on a Horse, regia di Mervyn LeRoy (non accreditato) (1936)
- Ombre di notte (Under Cover of Night), regia di George B. Seitz (1937)
- Paradise Express, regia di Joseph Kane (1937)
- Tradimento (Her Husband's Secretary), regia di Frank McDonald (1937)
- Matrimonio d'occasione (As Good as Married), regia di Edward Buzzell (1937)
- Armored Car, regia di Lewis R. Foster (1937)
- Il tesoro del dirigibile (Fly Away Baby), regia di Frank McDonald (1937)
- White Bondage, regia di Nick Grinde (1937)
- Emilio Zola (The Life of Emile Zola), regia di William Dieterle (1937)
- Mr. Dodd Takes the Air, regia di Alfred E. Green (1937)
- Una regina tra due cuori (Fit for a King), regia di Edward Sedgwick (1937)
- Radio Patrol, regia di Ford Beebe e Clifford Smith (1937)
- Milionario su misura (The Perfect Specimen), regia di Michael Curtiz (1937)
- First Lady, regia di Stanley Logan (1937)
- Un mondo che sorge (Wells Fargo), regia di Frank Lloyd (1937)
- Salesday, regia di Arthur Greville Collins (1938)
- Occidente in fiamme (Gold Is Where You Find It), regia di Michael Curtiz (1938)
- Reckless Living, regia di Frank McDonald (1938)
- The First Hundred Years, regia di Richard Thorpe (1938)
- The Higgins Family, regia di Gus Meins (1938)
- Allora la sposo io (The Rage of Paris), regia di Henry Koster (1938)
- Young Fugitives, regia di John Rawlins (1938)
- Io ti aspetterò (The Sisters), regia di Anatole Litvak (1938)
- La dama e il cowboy (The Cowboy and the Lady), regia di Henry C. Potter (1938)
- Orphans of the Street, regia di John H. Auer (1938)
- La voce nell'ombra (Long Shot), regia di Charles Lamont (1939)
- Tail Spin, regia di Roy Del Ruth (1939)
- La sposa di Boston (The Story of Alexander Graham Bell), regia di Irving Cummings (1939)
- Il conquistatore del Messico (Juarez), regia di William Dieterle (1939)
- My Wife's Relatives, regia di Gus Meins (1939)
- Exile express, regia di Otis Garrett (1939)
- Should Husbands work?, regia di Gus Meins (1939)
- Death of a Champion, regia di Robert Florey (1939)
- The Covered Trail, regia di Gus Meins (1939)
- Via col vento (Gone With the Wind), regia di Victor Fleming (1939)
- Money to Burn, regia di Gus Meins (1939)
- Notre Dame (The Hunchback of Notre Dame), regia di William Dieterle (1939)
- Un uomo contro la morte (Dr. Ehrlich's Magic Bullet), regia di William Dieterle (1940)
- Troppi mariti (Too Many Husbands), regia di Wesley Ruggles (1940)
- Grandpa Goes to Town, regia di Gus Meins (1940)
- Paradiso proibito (All This, and Hevean too), regia di Anatole Litvak (1940)
- Il ponte dell'amore (Lucky Partners), regia di Lewis Milestone (1940)
- Il prigioniero di Amsterdam (Foreign Correspondent), regia di Alfred Hitchcock (1940)
- Earl of Puddlestone, regia di Gus Meins (1940)
- I Want a Divorce, regia di Ralph Murphy (1940)
- I cavalieri del cielo (I Wanted Wings), regia di Mitchell Leisen (1941)
- Quell'incerto sentimento (That Uncertain Feeling), regia di Ernst Lubitsch (1941)
- Sposa contro assegno (The Bride Came C.O.D.), regia di William Keighley (1941)
- Hurricane Smith, regia di Bernard Vorhaus (1941)
- Un piede in paradiso (One Foot in Heaven), regia di Irving Rapper (1941)
- Il figlio della furia (Son of Fury: The Story of Benjamin Blake), regia di John Cromwell (1942)
- Delitti senza castigo (Kings Row), regia di Sam Wood (1942)
- I tre furfanti (Larceny, Inc.), regia di Lloyd Bacon (1942)
- I cavalieri azzurri (Ten Gentlemen from West Point), regia di Henry Hathaway (1942)
- 7 dicembre (December 7th), regia di John Ford e Gregg Toland (1943)
- Verso l'ignoto (The Amazing Mrs. Holliday), regia di Bruce Manning (1943)
- Shantytown, regia di Joseph Santley (1943)
- Alba fatale (The Ox-Bow Incident), regia di William A. Wellman (1943)
- Headin' for Gods Country, regia di William Morgan (1943)
- Sua Altezza è innamorata (Princess O'Rourke), regia di Norman Krasna (1943)
- Gangway for Tomorrow, regia di John H. Auer (1943)
- Se non ci fossimo noi donne (Government Girl), regia di Dudley Nichols (1943)
- Jack London, regia di Alfred Santell (1943)
- Kismet, regia di William Dieterle (1944)
- Anni impazienti (The Impatient Years), regia di Irving Cummings (1944)
- Incontriamoci a Saint Louis (Meet Me in St. Louis), regia di Vincente Minnelli (1944)
- Marisa (Music for Millions), regia di Henry Koster (1944)
- L'uomo ombra torna a casa (The Thin Man Goes Home), regia di Richard Thorpe (1945)
- Questo nostro amore (This Love of Ours), regia di William Dieterle (1945)
- Non volle dir sì (She Wouldn't Say Yes), regia di Alexander Hall (1945)
- Too Young to Know, regia di Frederick de Cordova (1945)
- La foresta incantata (The Enchanted Forest), regia di Lew Landers (1945)
- Perdonate il mio passato (Pardon My Past), regia di Leslie Fenton (1945)
- Avventura (Adventure), regia di Victor Fleming (1945)
- La vita è nostra (Claudia and David), regia di Walter Lang (1946)
- Ha vinto Bob! (A Boy, a Girl and a Dog), regia di Herbert Kline (1946)
- Il coraggio di Lassie (Courage of Lassie), regia di Fred M. Wilcox (1946)
- G.I. War Brides, regia di George Blair (1946)
- Faithful in My Fashion, regia di Sidney Salkow (1946)
- Three Wise Fool, regia di Edward Buzzell (1946)
- La fortuna è femmina (Lady Luck), regia di Edwin L. Marin (1946)
- La moglie celebre (The Former Daughter), regia di Henry C. Potter (1947)
- La valle del sole (Stallion Road), regia di James V. Kern (1947)
- Sport of Kings, regia di Robert Gordon (1947)
- Keeper of the Bees, regia di John Sturges (1947)
- Vento di primavera (The Bachelor and the Bobby-Soxer), regia di Irving Reis (1947)
- Età inquieta (That Hagen Girl), regia di Peter Godfrey (1947)
- Texas selvaggio (The Fabulous Texan), regia di Edward Ludwig (1947)
- Mamma non ti sposare (Three Daring Daughter), regia di Fred M. Wilcox (1948)
- Man from Texas, regia di Leigh Jason (1948)
- La signora in ermellino (That Lady in Ermine), regia di Ernst Lubitsch e (non accreditato) Otto Preminger (1948)
- La telefonista della Casa Bianca (For Love of Mary), regia di Frederick de Cordova (1948)
- The Decision of Christopher Blake, regia di Peter Godfrey (1948)
- Naviganti coraggiosi (Down to the Sea in Ships), regia di Henry Hathaway (1949)
- Piccole donne (Little Women), regia di Mervyn LeRoy (1949)
- La saga dei Forsyte (That Forsyte Woman), regia di Compton Bennett (1949)
- Nessuna pietà per i mariti (Tell It to the Judge), regia di Norman Foster (1949)
- La gioia della vita (Riding High), regia di Frank Capra (1950)

### Regista
- The Island of Regeneration (1915)
- The Jarr Family Discovers Harlem (1915)
- Mr. Jarr Brings Home a Turkey (1915)
- Mr. Jarr and the Lady Reformer (1915)
- The Enemies (1915)
- Mr. Jarr Takes a Night Off (1915)
- Mr. Jarr's Magnetic Friend  (1915)
- The Closing of the Circuit  (1915)
- The Jarrs Visit Arcadia  (1915)
- Mr. Jarr and the Dachshund  (1915)
- Mr. Jarr Visits His Home Town  (1915)
- Mrs. Jarr's Auction Bridge  (1915)
- Mrs. Jarr and the Beauty Treatment  (1915)
- Mr. Jarr and the Ladies' Cup  (1915)
- Philanthropic Tommy  (1915)
- Mr. Jarr and Love's Young Dream  (1915)
- Mr. Jarr and the Captive Maiden  (1915)
- Mr. Jarr and Gertrude's Beaux  (1915)
- Mr. Jarr's Big Vacation  (1915)
- Mr. Jarr and Circumstantial Evidence  (1915)
- Mr. Jarr and the Visiting Firemen  (1915)
- Mrs. Jarr and the Society Circus  (1915)
- The Woman in the Box  (1915)
- The Making Over of Geoffrey Manning (1915)
- For a Woman's Fair Name (1916)
- The Supreme Temptation (1916)
- Myrtle the Manicurist (1916)
- The Rookie (1916)
- The Resurrection of Hollis (1916)
- O'Hagan's Scoop (1916)
- Carew and Son (1916)
- Letitia (film) (1916)
- The Heart of a Fool (1916)
- A Woman Alone  (1917)
- Tillie Wakes Up  (1917)
- The Millionaire's Double  (1917)
- The False Friend  (1917)
- A Son of the Hills  (1917)
- A Man's Law  (1917)

## Doppiatori italiani
Nelle versioni in italiano delle opere in cui ha recitato, Harry Davenport è stato doppiato da:
- Amilcare Pettinelli in Via col vento, La saga dei Forsyte, I cavalieri del cielo, Notre Dame, Perdonate il mio passato, La telefonista della Casa Bianca, Troppi mariti, La dama e il cowboy, Jack London
- Olinto Cristina ne L'eterna illusione, Nessuna pietà per i mariti, Il prigioniero di Amsterdam, Sposa contro assegno, Texas selvaggio
- Mario Corte ne Il conquistatore del Messico, Vento di primavera, Piccole donne
- Lauro Gazzolo in Alba fatale, La fortuna è femmina, Un piede in paradiso
- Corrado Racca in Marisa, La valle del sole
- Achille Majeroni in Ritorna l'amore
- Roberto Bertea in Via col vento (ridoppiaggio)
- Valerio Ruggeri in Incontriamoci a Saint Louis (doppiaggio tardivo)
- Silvio Anselmo in Io ti aspetterò (ridoppiaggio)